# Harmoniflûte

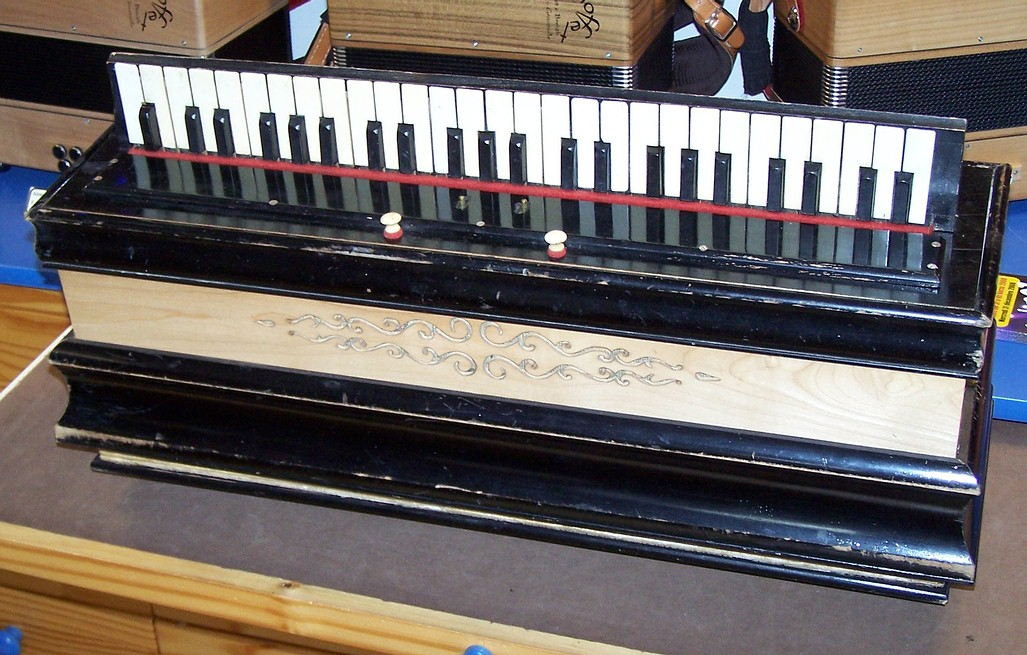
Harmoniflûte (sans son pied).

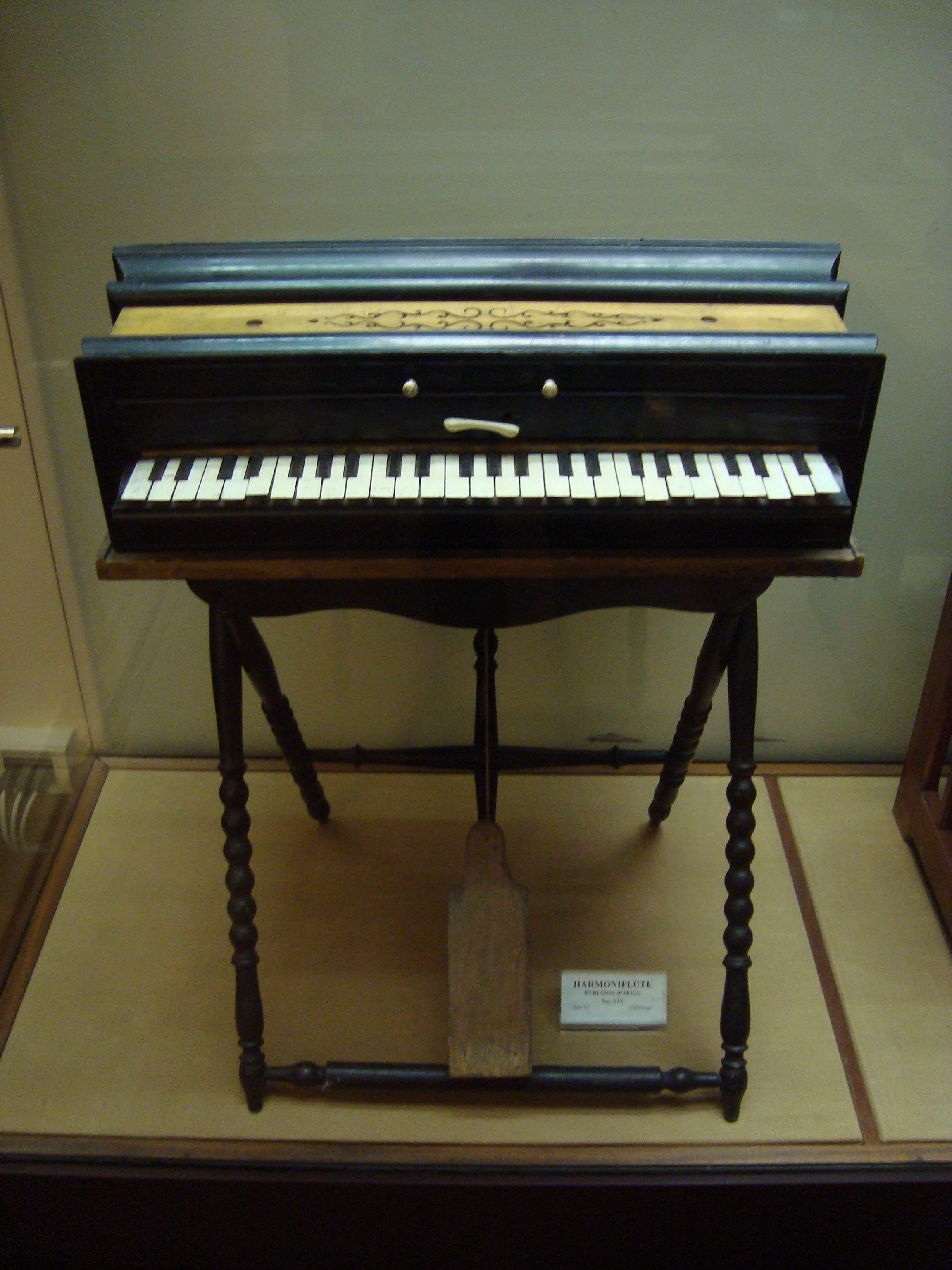
Harmoniflûte sur son pied.

L'harmoniflûte est un petit instrument de musique à vent sur pied, à soufflet, à anches libres, et à clavier, proche cousin de l’accordéon et de l’harmonium. Il a été inventé concomitamment par les facteurs d'instruments français Constant Busson et Mayer Marix.
Le vent actionnant les anches provient d'un soufflet actionné par le musicien au moyen d'une ou deux pédales. Comme l'harmonium, il possède un réservoir d'air qui régule et entretient la pression d'air fournie par le soufflet.
L'harmoniflûte a la particularité de pouvoir se refermer : la partie centrale qui accueille le réservoir coulisse dans la caisse du côté du soufflet lorsqu'on souhaite le transporter, le rendant ainsi plus compact. Cependant le piétement, même s'il est repliable, reste assez encombrant.
L'harmoniflûte est rare et inusité de nos jours.

## Historique
La fabrique parisienne de Constant Busson, fondée en 1835, sise 17, rue des Francs-Bourgeois, construisait d'abord des accordéons, des harmoniums, des flûtina-polka et autres instruments. Constant Busson décida d'exploiter le marché des instruments intermédiaires entre l'accordéon et l'harmonium, c'est ainsi qu'il inventa un harmoniflûte et le présenta à l'Exposition universelle de 1855 à Paris.
Un harmoniflûte fut inventé par Mayer Marix à Paris à la même époque. Marix se développa de manière spectaculaire dans le commerce de cet instrument à anche libre, pliable et transportable, dans toute l’Europe et même dans le monde.

## Publicité
Dans une publicité publiée dans le journal de la facture instrumentale Le Luth français du 20 février 1857, no 18, page 7, on peut lire :

« HARMONIFLUTE
Charmant instrument portatif et à clavier, imitant la voix humaine, se pliant à toutes les nuances du chant et de l’harmonie. Toute personne ayant quelques notions de musique peut en jouer aisément. Aussi propice à l’accompagnement que brillant et expressif dans le solo, il est le plus grand succès instrumental du jour.
Chez Mayer Marix, passage des panoramas, et rue de Montmartre, 146. Prix 110 fr. »

## Méthode
- Marix Mayer, Méthode pour l’harmoniflûte de Mayer avec explication et description de l’instrument, 5e édition, revue, corrigée et doigtée, 1855.